# Heinrich Fassbender (Physiker)
Heinrich Konrad Friedrich Fassbender (* 23. Juni 1884 in Frankfurt am Main; † 14. Januar 1970 in Erlangen) war ein deutscher Physiker und Hochfrequenztechniker.

## Leben
Heinrich Fassbender wurde als Sohn des Beamten Carl Anton Fassbender und der Sophie Fassbender, geb. Ullrich, geboren und besuchte die Gymnasien in Erfurt und Darmstadt. Nach bestandener Reifeprüfung in Darmstadt (1903) studierte er von 1903 bis 1907 Elektrotechnik an der Technischen Hochschule Darmstadt und den Universitäten Marburg und Berlin. Während seines Studiums wurde er Mitglied beim Verein Deutscher Studenten Berlin und beim Verein Deutscher Studenten Marburg. Besonders beschäftigte er sich mit drahtloser Telegrafie und technischer Physik. 1907 wurde er in Marburg zum Dr. phil. promoviert. Anschließend war er dort Assistent am physikalischen Institut. 1908 bis 1910 war er Ingenieur bei Siemens & Halske, dann bis 1913 wissenschaftlicher Hilfsarbeiter der Physikalisch-technische Reichsanstalt in Charlottenburg. 1914 habilitierte er sich für die Lehrgebiete Drahtlose Telegraphie und Telephonie sowie Elektrotechnische Messkunde an der Technischen Hochschule Charlottenburg und wurde dort Privatdozent für Elektrotechnik. Am Ersten Weltkrieg nahm er von 1916 bis 1918 als Leutnant teil. 1918 erhielt er den Titel eines Titularprofessors und 1919 wurde er stellvertretender Institutsvorsteher an der Technischen Hochschule Aachen. 1922 war er kurzzeitig als außerordentlicher Professor an der TH Berlin tätig. Im gleichen Jahr erhielt er einen Ruf als Professor und Direktor der Abteilung für Elektrotechnik und Maschinenbau der Ingenieurfakultät der Universität La Plata, Argentinien. 1926 kehrte er nach Deutschland zurück und wurde außerordentlicher Professor an der TH Berlin und Leiter der Abteilung für Elektrotechnik und Funkwesen der Deutschen Versuchsanstalt für Luftfahrt in Berlin-Adlershof (bis 1935). 1931 übernahm er die Leitung des Instituts für Elektrische Schwingungslehre und Hochfrequenztechnik an der TH Berlin (Fachrichtung Fernmeldetechnik). Nach der Emeritierung von Rudolf Franke im Jahr 1935 wurde der Lehrstuhl für Fernmeldetechnik aufgeteilt und er übernahm den ersten deutschen Lehrstuhl für Hochfrequenztechnik. Von 1937 bis 1945 war er zusätzlich Direktor des Heinrich-Hertz-Instituts für Schwingungsforschung (1943 umbenannt in Institut für Hochfrequenztechnik und Flugfunkwesen) und 1941 bis 1945 Direktor des Vierjahresplan-Instituts für Schwingungsforschung. Daneben war er 1943 bis 1945 Mitglied des Wissenschaftlichen Führungsstabes der Kriegsmarine. Nach 1945 behielt er nur noch sein Lehramt und 1949 wurde er emeritiert.
1933 erhielt Fassbender die Gauß-Weber-Medaille der Universität Göttingen, 1957 das Goldene Doktordiplom und 1959 wurde er Ehrensenator der TU Berlin. Er wurde 1926 korrespondierendes Mitglied der Assoc. Argentina de Electrotecnicos in Buenos Aires, des argentinischen Vereins Deutscher Ingenieure in Buenos Aires und war von 1934 bis 1945 Mitglied der Akademie für Luftfahrtforschung in Berlin. Außerdem wurde er 1931 Fellow des Institute of Radio Engineers, New York, und war Mitglied des Vereins Deutscher Ingenieure. 1960 wurde er Ehrenmitglied der Deutschen Gesellschaft für Ortung und Navigation.
Am 22. Juli 1915 heiratete er in Berlin Edith Elise Brodhun, mit der er zwei Kinder hatte: Carlos-Werner (* 12. Februar 1926 in Buenos Aires) und Helga verh. Meyer (* 24. Juni 1928).

## Werke
Neben mehr als 100 Veröffentlichungen in Fachzeitschriften publizierte er folgende Bücher:
- Einfluss der stillen Entladung auf explosive Gasgemische. Engelmann, Leipzig 1908; zugleich: Dissertation, Universität Marburg 1907
- Die technischen Grundlagen der Elektromedizin. Vieweg, Braunschweig 1916
- als Herausgeber: Hochfrequenztechnik in der Luftfahrt. Springer, Berlin 1932
- als Herausgeber: Physik und Technik der Gegenwart. Abteilung Fernmeldetechnik. Band 1–13, 1937–1947
- Einführung in die Meßtechnik der Kernstrahlung und die Anwendung der Radioisotope. Thieme, Stuttgart 1958; 2. Auflage 1962